# Эластичная черепаха
Эластичная черепаха, или плоскопанцирная черепаха (лат. Malacochersus tornieri) — вид сухопутных черепах.

## Описание

### Внешний вид
Панцирь сильно уплощён, мягкий на ощупь, образован очень тонкими дырчатыми костными пластинками, поэтому способен сильно сжиматься. С брюшной стороны можно даже разглядеть дыхательные движения черепахи. Длина панциря 15—18 см, самки немного крупнее самцов (вес самца 360 г, самки — 550). Цвет панциря золотисто-коричневый с радиальными тёмно-коричневыми полосами. Размер новорожденных эластичных черепах около 4 см, их панцирь более жёсткий и выпуклый, чем у взрослых. Его цвет ярко-жёлтый с коричнево-чёрными пятнами на пластроне.

### Распространение и места обитания
Обитает в южной Кении и северо-восточной Танзании (от озера Виктории до Линды у границ Мозамбика).
Населяет скалистые предгорья и горные обнажения, поросшие кустарником, в аридных саваннах на высоте от 30 до 1800 м над уровнем моря.

### Поведение
Прекрасно лазает по скалистым отвесам. При опасности прячется в трещинах скал — вытащить оттуда раздувшуюся черепаху почти невозможно.

### Питание
В неволе поедает фрукты и овощи. Предпочтительны капуста, морковь, брокколи, листья одуванчика, трава и иногда яблоки. Обязательно добавлять в пищу витамины и кальций. Воду пьют мало, получая её из кормов. Белковой пищи должно быть не более 5—7 %. В природе отмечено питание сухой травой и древесной растительностью.

### Размножение
Спаривается в течение почти всего года, кроме января и февраля. В кладке 1—2 яйца длиной 3,2—5 см каждое. Длительность инкубации при температуре 28—30°С составляет 117—188 суток.

## Эластичная черепаха и человек
Численность в последние годы сильно сократилась из-за перелова с целью торговли. В связи с этим экспорт из Кении был сокращён.

## Содержание в неволе
Содержится в сухих террариумах с температурой 22—28°С, при невысоком уровне влажности. На дно насыпают 8 сантиметровый слой песка, в углу надо сложить несколько крупных плоских камней. Необходим достаточно большой, но неглубокий бассейн с уровнем воды 1—1,5 см. Молодняк следует содержать отдельно от взрослых, лучше группой. Уровень воды в бассейне для купания молодняка не выше 6 мм. Обязательно наличие укрытий.
Для эластичных черепах, особенно молодых, очень вреден избыток витамина A, который может даже привести к их гибели.